# Mont Mikuni (Hokkaidō)
Pour les articles homonymes, voir Mont Mikuni (Gifu) et Monts Mikuni.
Le mont Mikuni (三国山, Mikuni-san) est une montagne culminant à 1 541 m d'altitude dans les monts Ishikari sur l'île de Hokkaidō au Japon.